# Аникино (Павлодарская область)
Аникино (каз. Аникино) — упразднённое село в Щербактинском районе Павлодарской области Казахстана. Входит в состав Ильичёвского сельского округа. Код КАТО — 556843200. Исключено из учётных данных в 2017 году.

## Население
В 1999 году численность населения села составляла 109 человек (58 мужчин и 51 женщина). По данным переписи 2009 года, в селе проживало 33 человека (17 мужчин и 16 женщин).